# Ograđenica
Ograđenica este un sat din comuna Pljevlja, Muntenegru. Conform datelor de la recensământul din 2003, localitatea are 89 de locuitori (la recensământul din 1991 erau 151 de locuitori).

## Demografie
În satul Ograđenica locuiesc 84 de persoane adulte, iar vârsta medie a populației este de 46,3 de ani (46,4 la bărbați și 46,3 la femei). În localitate sunt 25 de gospodării, iar numărul mediu de membri în gospodărie este de 3,56.
Această localitate este populată majoritar de sârbi (conform recensământului din 2003).
|  |

| Demografie | Demografie | Demografie |
| An         | Locuitori  | Locuitori  |
| ---------- | ---------- | ---------- |
|            |            |            |
|            |            |            |
|            |            |            |
|            |            |            |
| 1948       | 240        |            |
| 1953       | 259        |            |
| 1961       | 287        |            |
| 1971       | 259        |            |
| 1981       | 206        |            |
| 1991       | 151        | 151        |
| 2003       | 89         | 89         |

| \| Componența etnică conform recensământului din 2003[2] \| Componența etnică conform recensământului din 2003[2] \| Componența etnică conform recensământului din 2003[2] \| Componența etnică conform recensământului din 2003[2] \| Componența etnică conform recensământului din 2003[2] \| \| ----------------------------------------------------- \| ----------------------------------------------------- \| ----------------------------------------------------- \| ----------------------------------------------------- \| ----------------------------------------------------- \| \| \| \| \| \| \| \| Sârbi \| Sârbi \| \| 81 \| 91,01% \| \| Muntenegreni \| Muntenegreni \| \| 7 \| 7,86% \| \| necunoscută \| necunoscută \| \| 0 \| 0% \| |              |  |    |        |
| Componența etnică conform recensământului din 2003 |              |  |    |        |
| |              |  |    |        |
| Sârbi | Sârbi        |  | 81 | 91,01% |
| Muntenegreni | Muntenegreni |  | 7  | 7,86%  |
| necunoscută | necunoscută  |  | 0  | 0%     |